# Пиньятелли-Эгмонт, Ги-Феликс
Ги-Феликс Пиньятелли (фр. Gui-Félix Pignatelli, итал. Guido Felice Pignatelli; 5 ноября 1720 — 3 июля 1753) — 9-й герцог ди Бизачча, 13-й граф Эгмонт, 10-й принц Гаврский, гранд Испании 1-го класса, французский офицер.
Сын Прокопа-Шарля-Никола-Огюстена Пиньятелли-Эгмонта, 7-го герцога ди Бизачча, и Генриетты-Жюли де Дюрфор де Дюрас.
Первоначально носил титул принца Гаврского. В 1743 стал грандом Испании, титулярным графом Эгмонта, унаследовал все титулы и владения этого дома: маркиза де Ранти в Артуа, маркиза де Ла-Лонгвиля и графа де Берлемона во Французском Эно, барона де Ланс, Ла-Амед и Шьевр в Австрийском Эно, барона д'Экорне и Соттенгем в графстве Алост, барона де Ваврен в шателении Лилля, князя Священной Римской империи, титулярного герцога Гельдерна и Юлиха. В том же году после смерти младшего брата стал герцогом ди Бизачча и графом Сан-Джованни де Ла-Чериньоле в Неаполитанском королевстве.
В феврале 1744 стал кампмейстером драгунского полка Эгмонта на французской службе, 10 марта 1747 произведен в бригадиры.

## Семья
Жена (5.02.1744): Амабль-Анжелика де Виллар (18.03.1723—1771), дочь герцога Оноре-Армана де Виллара и Амабли-Габриели де Ноай. 18 июня 1754 ушла в монастырь. Брак бездетный.
Адвокат Барбье сообщает в своем «Дневнике», что у них был один мертворожденный ребенок, но отношения между супругами были натянутыми, так как жена уклонялась от выполнения супружеских обязанностей. В декабре 1748 года она прямо отказала Ги-Феликсу в близости, «не желая рисковать подобным приключением», и разгневанный муж в полночь выставил её из своего дворца.